# Ústav pro státní kontrolu veterinárních biopreparátů a léčiv
Ústav pro státní kontrolu veterinárních biopreparátů a léčiv (ÚSKVBL) je správní úřad České republiky a organizační složka státu. Jeho zřizovatelem je Ministerstvo zemědělství České republiky. Sídlí v Medlánkách v Brně. Ústav vykonává činnost v oblasti regulace veterinárních léčiv, veterinárních přípravků a veterinárních technických prostředků.
Předchůdcem ústavu bylo kontrolní oddělení, které bylo v podniku Bioveta v Ivanovicích na Hané zřízeno veterinárním odborem československého ministerstva zemědělství a výživy v roce 1955. V následujících letech oddělení několikrát změnilo svůj název i mateřskou organizaci. Samotný Ústav pro státní kontrolu veterinárních biopreparátů a léčiv vznikl ve formě rozpočtové organizace v roce 1968, řízen byl státní veterinární správou. Vedení ústavu se nacházelo v Brně, pobočná pracoviště měla sídla v Brně, Ivanovicích na Hané, Terezíně a Nitře. Na začátku roku 1969 byla v rámci federalizace Československa vyčleněna nitranská pobočka, která se stala samostatným ústavem pro Slovensko. Mezi lety 1974 a 1977 byl v Brně-Medlánkách postaven nový areál, do něhož byla soustředěna všechna pracoviště ústavu. Od roku 1997 je Ústav pro státní kontrolu veterinárních biopreparátů a léčiv správním úřadem.